# Schleuse Zaaren
Die Schleuse Zaaren befindet sich bei Kilometer 36,08 der Oberen Havel-Wasserstraße im äußersten Südwesten des Landkreises Uckermark im Norden Brandenburgs.

## Bauwerk
Die Schleusenkammer der Schleuse Zaaren hat eine nutzbare Länge von 42,79 Meter und eine Breite von 5,60 Meter. Die Fallhöhe beträgt im Mittel 0,92 Meter. Die Schleuse arbeitet nach einer Modernisierung im Automatikbetrieb beziehungsweise muss selbst bedient werden.

## Sperrung 2018/2020
Im November 2018 begannen an der Schleuse Bauarbeiten, die ursprünglich bis zum Beginn der Sommersaison 2019 dauern sollten. Im März 2019 gab das damalige Wasserstraßen- und Schifffahrtsamt Eberswalde bekannt, dass sich aufgrund von Verzögerungen durch Munitionsfunde und schwierige Baugrundverhältnisse die Sanierung der Schleusenhäupter verzögerte und somit erst zum 1. August 2019 wieder eine Verkehrsfreigabe erfolgen könnte. Dieser Termin ließ sich jedoch nicht realisieren. Da die Mecklenburgische Seenplatte während der Sperrung der Schleuse von Berlin aus nicht über Wasserstraßen erreichbar war, wurde mit hohen wirtschaftlichen Verlusten in der Tourismus- und Freizeitschifffahrtsbranche gerechnet. Auch eine großräumige Ausweichstrecke über andere Kanäle gab es nicht, weil im Sommer 2019 auch die Schleuse Garwitz an der Müritz-Elde-Wasserstraße gesperrt war. Das damalige Wasserstraßen- und Schifffahrtsamt Eberswalde nahm die Schleuse Zaaren ab dem 7. November 2019 vorübergehend wieder in Betrieb. Rund ein Jahr war der direkte Wasserweg zwischen Berlin und der Mecklenburger Seenplatte wegen Bauarbeiten blockiert. Im April 2020 wurde die Schleuse offiziell wiedereröffnet und die Wasserstraße ist von der Müritz nach Berlin durchgängig befahrbar.

## Karten
- Folke Stender: Redaktion Sportschifffahrtskarten Binnen 1. Nautische Veröffentlichung Verlagsgesellschaft, ISBN 3-926376-10-4.
- W. Ciesla, H. Czesienski, W. Schlomm, K. Senzel, D. Weidner: Schiffahrtskarten der Binnenwasserstraßen der Deutschen Demokratischen Republik 1:10.000. Band 4. Herausgeber: Wasserstraßenaufsichtsamt der DDR, Berlin 1988, OCLC 830889996.